# مارتن شريتينجر
مارتن ويليبالد شريتينجر (17 يونيو 1772 في نويماركت إن در أوبرفالتس - 12 أبريل 1851 في ميونخ) كان كاهنًا وأمين مكتبة ألمانيًا.